# Wyższa Szkoła Fizjoterapii we Wrocławiu
Wyższa Szkoła Fizjoterapii we Wrocławiu – jedna z kilkunastu niepublicznych szkół wyższych we Wrocławiu, powstała w 1999 roku z inicjatywy Andrzeja Czamary. Kształci studentów na dwóch podstawowych kierunkach, zaliczanych do nauk o kulturze fizycznej, na studiach stacjonarnych oraz niestacjonarnych. W ramach struktury organizacyjnej uczelni znajduje się 2 instytuty oraz jednostki ogólnouczelniane.
Zatrudnionych jest 22 pracowników naukowo-dydaktycznych, z czego 4 z tytułem naukowym profesora, 3 ze stopniem naukowym doktora habilitowanego, 6 ze stopniem naukowym doktora oraz 9 z tytułem zaowodowym magistra.

## Władze
- Rektor: dr hab. Andrzej Czamara, prof. WSF
- Prorektor ds. Kształcenia: dr Andrzej Bugajski
- Prorektor ds. Studenckich: dr Zbigniew Kaptur
- Kanclerz: inż. Renata Czamara

## Poczet rektorów
1. 1999–2002: prof. dr hab. Tadeusz Bober – nauki o kulturze fizycznej (biomechanika)
2. 2002–2010: dr Andrzej Bugajski – medyk (chirurgia urazowa, medycyna sportowa)
3. od 2010 r.: dr hab. Andrzej Czamara, prof. WSF – nauki o kulturze fizycznej (fizjoterapia, rehabilitacja)

## Struktura

### Instytut Fizjoterapii
Dyrektor: prof. dr hab. Andrzej Roman Wall
Zastępca: prof. dr hab. Jerzy Widuchowski
Kontakt:
ul. Kościuszki 4, 50-038 Wrocław
W skład Instytutu Fizjoterapii WSF z siedzibą we Wrocławiu wchodzi:
- Zakład Medycznych Podstaw Fizjoterapii
- Zakład Medycyny Fizykalnej
- Zakład Fizjoterapii Stosowanej
  - Pracownia Fizjologii Wysiłku
  - Pracownia Kinezyterapii
  - Pracownia Fizykoterapii
  - Pracownia Masażu
- Zakład Kultury Fizycznej i Medycy Sportowej
- Zakład Biomechaniki
- Instytutowa Pracownia Praktyk Zawodowych

### Instytut Kosmetologii
Dyrektor: prof. dr hab. Stanisław Lochyński
Kontakt:
ul. Kościuszki 4, 50-038 Wrocław
W skład Instytutu Kosmetologii WSF z siedzibą we Wrocławiu wchodzi:
- Zakład Medycznych Podstaw Kosmetologii
  - Pracownia Histologii
- Zakład Chemii Kosmetyków i Biochemii
- Zakład Kosmetologii
  - Pracownia Kosmetologii I
  - Pracownia Kosmetologii II
  - Pracownia Kosmetologii III
  - Pracownia Kosmetologii IV
- Instytutowa Pracownia Praktyk Zawodowych

### Ośrodek Dydaktyczno-Naukowy we Wrocławiu
Kierownik: dr hab. Andrzej Czamara, prof. WSF
Kontakt:
ul. Kościuszki 4, 50-038 Wrocław

### Ośrodek Dydaktyczno-Naukowy w Lądku Zdroju
Kierownik: dr hab. Przemysław Minta, prof. WSF
Kontakt:
ul. Wolności 4, 57-540 Lądek-Zdrój

### Jednostki ogólnouczelniane
- Zakład Anatomii
  - Kierownik: prof. dr hab. Antoni Janusz
- Zakład Nauk Humanistycznych i Ekonomicznych
  - Kierownik: dr Zbigniew Kaptur
- Biblioteka
  - Kierownik: mgr Marzena Borowska

## Kierunki kształcenia
Aktualnie Wyższa Szkoła Fizjoterapii we Wrocławiu oferuje możliwość kształcenia na następujących kierunkach studiów w ramach studiów pierwszego stopnia (licencjackie, 3-letnie) oraz studiów drugiego stopnia (magisterskich uzupełniających, 2-letnich):
- fizjoterapia
- kosmetologia

## Adres
Wyższa Szkoła Fizjoterapii we Wrocławiu 

ul. Tadeusza Kościuszki 4 

50-038 Wrocław